# Histórico do estudo do DNA

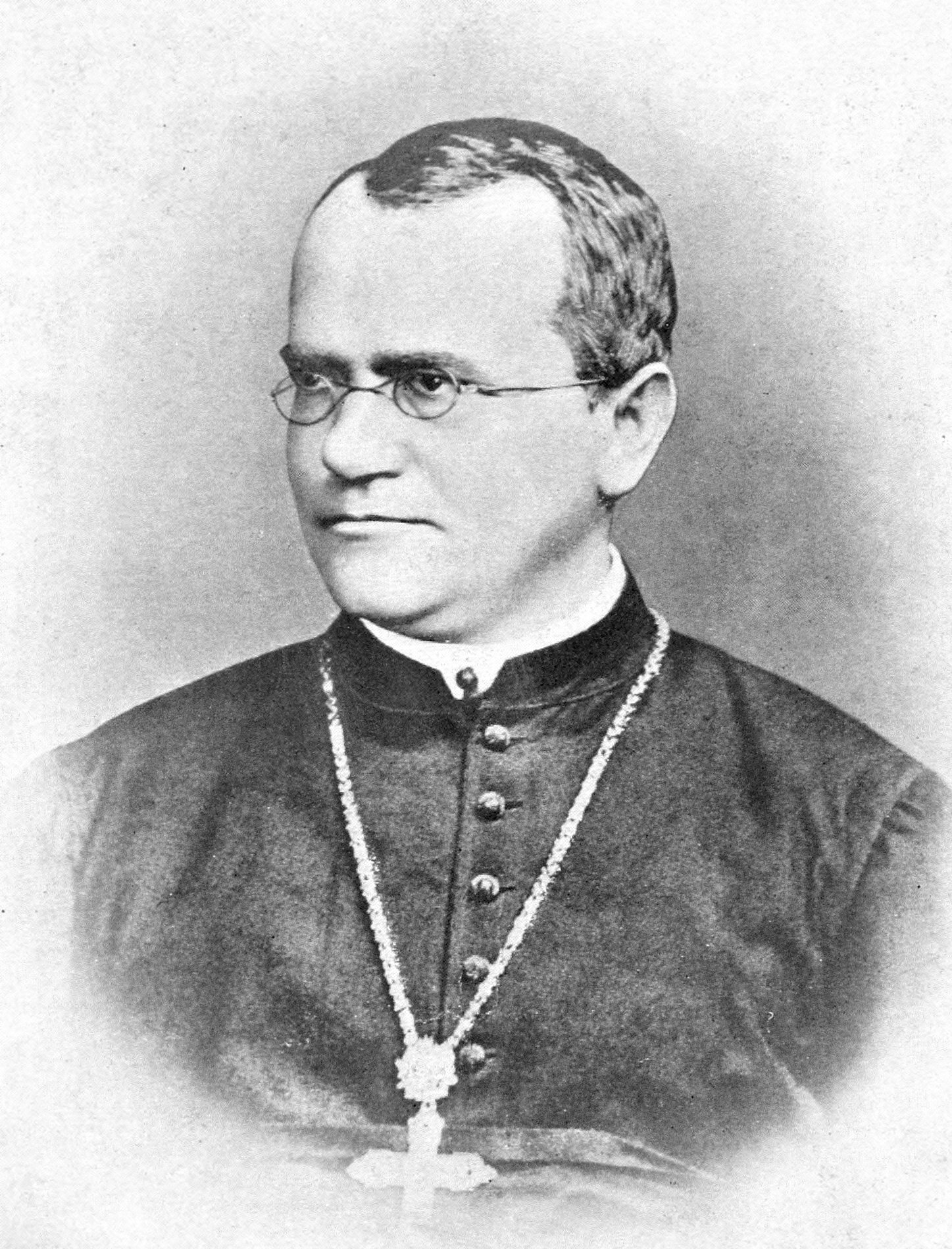
Gregor Mendel

## Até 1899
- 1865 - Gregor Mendel publica trabalho sobre experimentos com ervilhas em que propõe as leis da hereditariedade e supõe que as características hereditárias são transmitidas em unidades.
- 1869 - O suíço Friedrich Miescher isola, a partir do pus humano e do esperma do salmão, uma substância com alto teor de fósforo que chama de "nucleína", posteriormente denominada "ácido desoxirribonucléico" (ADN).[1]
- 1882 - O alemão Walter Flemming descobre corpos com formato de bastão dentro do núcleo das células, que denomina "cromossomas".

## 1900 até 1919
- 1900 - O holandês Hugo de Vries, o alemão Carl Correns e o austríaco Erich Tschermak von Seysenegg chegam de forma independente aos resultados de Mendel sobre as leis da hereditariedade.
- 1902 - O norte-americano Walter Sutton e o alemão Theodor Boveri dão início à teoria cromossómica da hereditariedade.
- 1909 - O dinamarquês Wilhelm Johannsen introduz o termo "gene" para descrever a unidade mendeliana da hereditariedade. Utiliza os termos "genótipo" e "fenótipo" para diferenciar as características genéticas de um indivíduo de sua aparência externa.
- 1915 - O norte-americano Thomas Hunt Morgan e outros publicam o livro "O Mecanismo da Hereditariedade Mendeliana", no qual relatam experimentos com drosófilas e mostram que os genes estão linearmente dispostos nos cromossomos.

## 1940 até 1959
- 1949 - O austríaco Erwin Chargaff descobre, nos EUA, uma relação quantitativa entre as bases do ADN: a proporção entre adenina e timina é sempre igual, e o mesmo ocorre entre guanina e citosina.
- 1950 - Os norte-americanos Linus Pauling e Robert Corey identificam a estrutura molecular básica de proteínas. Eles propõem uma estrutura para o ADN com três cadeias helicoidais entrelaçadas (o modelo da tripla hélice).
- 1952 - A britânica Rosalind Franklin obtém imagens de ADN, por difracção de raios X.[2][3]
- 1953 - O norte-americano James Watson e o britânico Francis Crick decifram, em 7 de Março, a estrutura de dupla hélice para o ADN e a publicam na revista "Nature" de 25 de Abril. Em 30 de maio, também na "Nature", Watson e Crick analisam as implicações genéticas de seu modelo e sugerem um mecanismo para a replicação do ADN.[4]

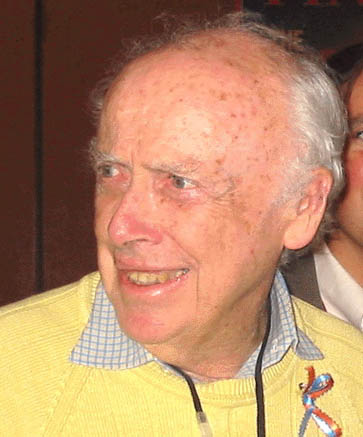
James Watson

- 1958 - Os norte-americanos Matthew Meselson e Franklin Stahl confirmam a hipótese feita por Watson e Crick de que o ADN replica-se de maneira semiconservativa.

## 1960 até 1979
- 1972 - O norte-americano Paul Berg obtém moléculas de ADN recombinante, unindo ADN de diferentes espécies e inserindo esse ADN híbrido em uma célula hospedeira.
- 1975 - Grupos de pesquisa desenvolvem métodos de seqüenciamento de ADN.
- 1976 - Criada a primeira companhia de engenharia genética, a Genentech.

## 1980 até 1999
- 1980 - A Suprema Corte dos EUA decide que formas de vida alteradas podem ser patenteadas.
- 1982 - O primeiro animal (camundongo) transgénico é obtido nos EUA.
- 1983 - Companhias nos EUA conseguem obter patentes para plantas geneticamente modificadas. É mapeado nos EUA o primeiro gene relacionado a uma doença, um marcador da doença de Huntington encontrado no cromossoma 4.
- 1985 - Alec Jeffreys (inglês) descreve técnica de identificação que ficou conhecida como "impressão digital" por ADN.

Os NIH dos EUA aprovam directrizes gerais para a realização de experimentos com terapia genética em seres humanos.
- 1986 - Plantas de tabaco geneticamente modificadas para se tornarem resistentes a herbicida são testadas em campo pela primeira vez, nos EUA e na França.

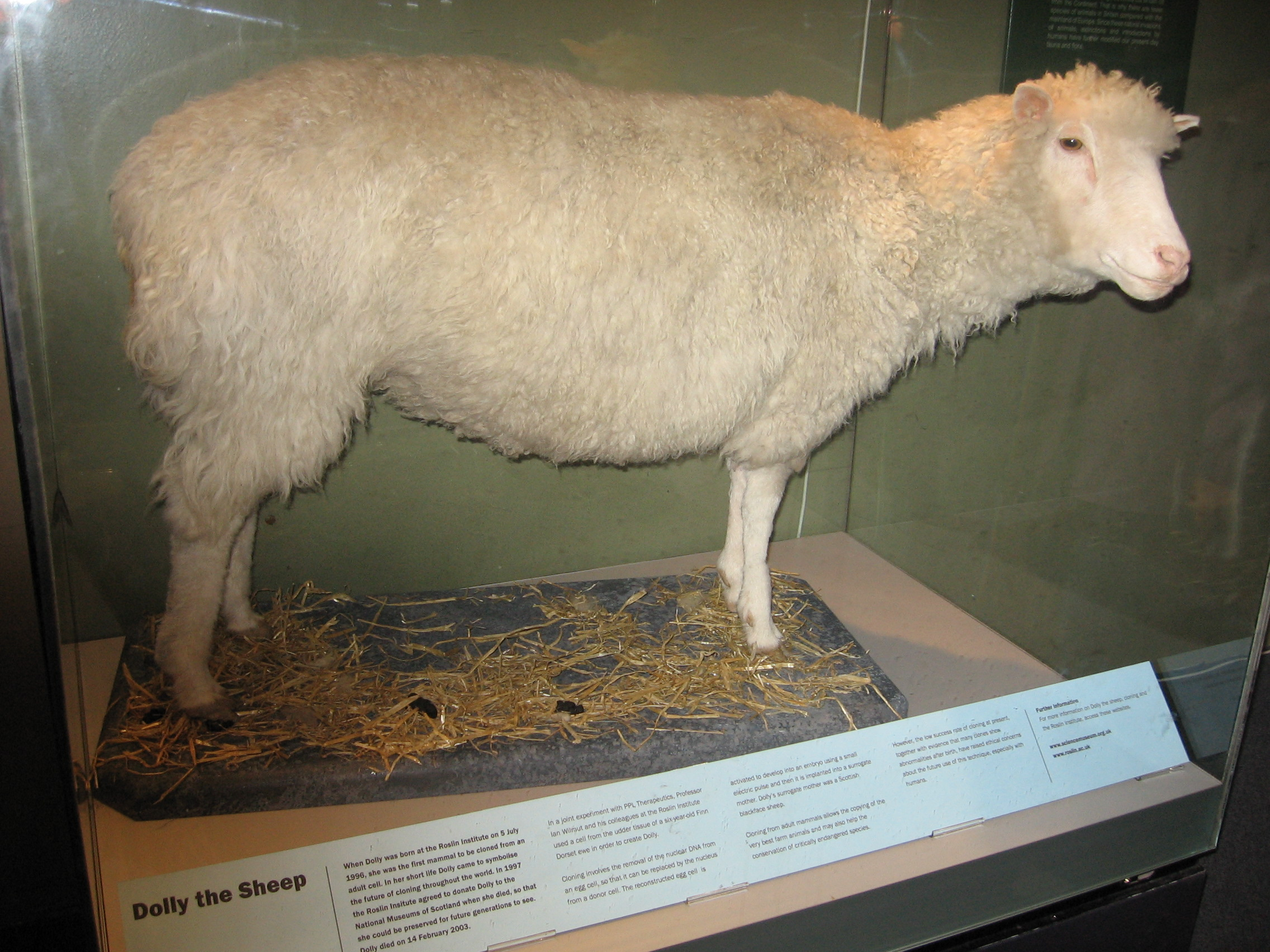
ovelha Dolly, empalhada no Royal Museum of Scotland, em Edinburgo

- 1988 - Nos EUA, Philip Leder e Timothy Stewart obtêm primeira patente para um animal geneticamente modificado, um camundongo.
- 1989 - Criação nos EUA do Instituto Nacional para Pesquisa do Genoma Humano (NHGRI), chefiado por James Watson, para determinar toda a sequência do ADN que compõe os cromossomas humanos.
- 1994 - Liberação de tomate, primeiro alimento geneticamente modificado cuja venda é aprovada pela FDA.
- 1995 - É obtida a primeira sequência completa de ADN de um organismo de vida livre, a bactéria Hemophilus influenzae.
- 1997 - Nascimento da ovelha Dolly, primeiro mamífero clonado a partir de uma célula de um animal adulto pelo Instituto Roslin (Escócia). Mapa genético completo do camundongo.

## 2000 até 2019
- 2000 - Pesquisadores do consórcio público Projeto Genoma Humano e da empresa privada norte-americana Celera anunciam o rascunho do genoma humano. No Brasil, pesquisadores paulistas anunciam o seqüenciamento do genoma da bactéria Xylella fastidiosa, a causadora da doença do amarelinho em cítricos. O artigo foi destacado na capa da revista "Nature".
- 12 de Fevereiro de 2001 - É anunciada a publicação da análise da sequência do genoma humano.
- 2003 - Conclusão parcial da análise da sequência do genoma humano (PGH).